# Alonso Jofre Tenorio

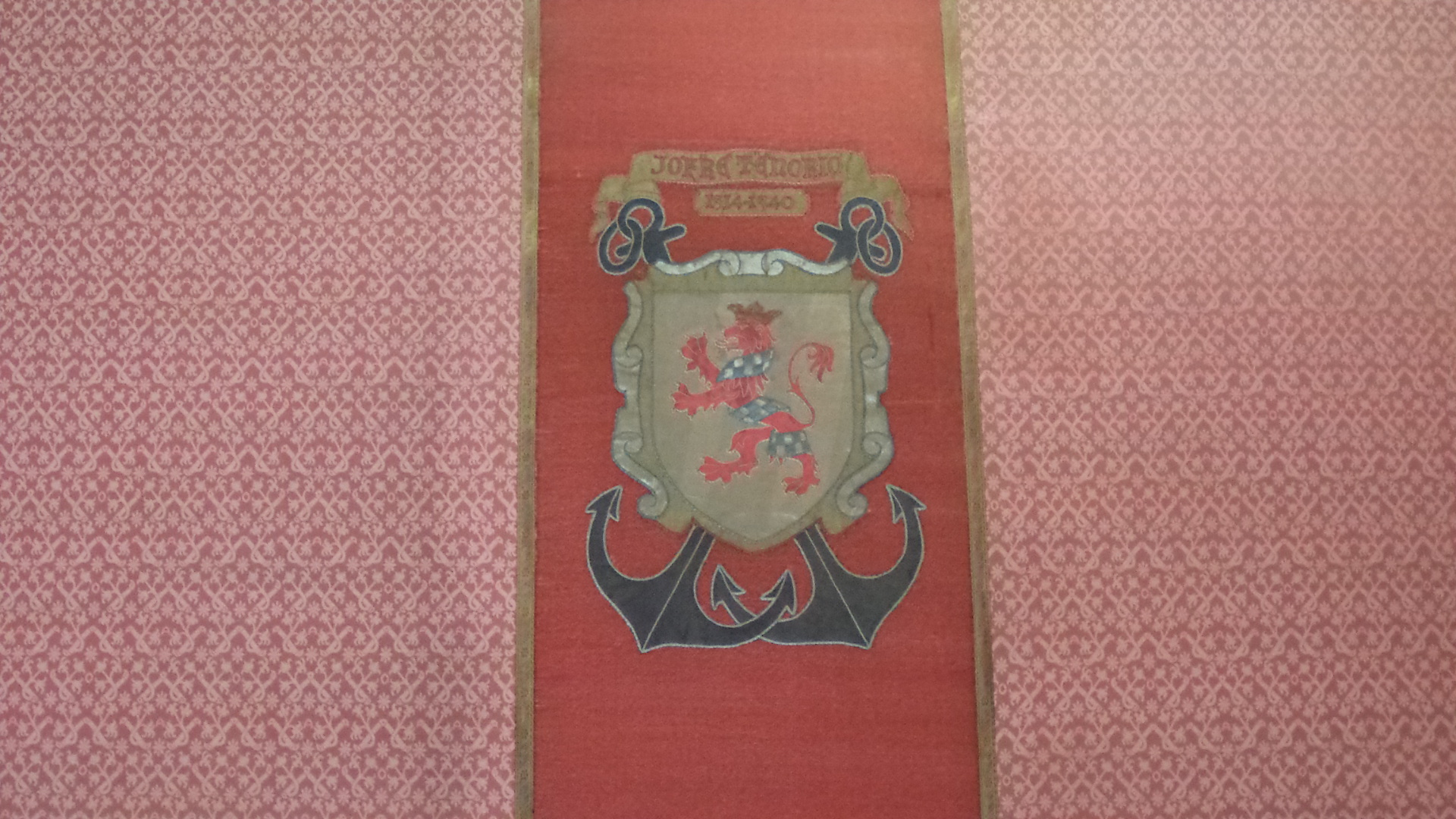
Escudo del almirante Jofre Tenorio en la antigua Sala de Audiencias del Alcázar de Sevilla.

Alonso Jofre Tenorio (Castillo de Tenorio, Tenorio, Cotobad, Pontevedra, 1292 – Estrecho de Gibraltar, 4 de abril de 1340), almirante mayor de la mar y I señor de Moguer.

## Biografía
La familia Tenorio era de ascendencia gallega. Su patronímico procede de Tenorio, «sua casa forte» cerca de Pontevedra. El linaje conocido empieza con Pedro Rodríguez o Ruiz Tenorio, caballero gallego que participó en la conquista de Sevilla en 1248, que es posible que haya sido señor de San Pedro de Tenorio, en Cotobad, Pontevedra, y este el solar de la familia, de donde él o un antepasado suyo adoptó el nombre. «Pedro Alfonso de Portugal, conde de Barcelos, empieza los Tenorio con este, a quien llama Pedro Roiz Tanoyro y dice haber casado com Tereza Páez de Sotomayor, los quales fueron padres de Gonzalo Pérez Tenorio, casado con Juana Duc, los padres de Alonso González Tenorio». Dicen las genealogías que de Gonzalo Rodríguez Tenorio fue hijo Diego Alonso Tenorio, pero los patronímicos, entonces rigurosos, obligan a que entre ellos exista un Alonso González.
A mediados del siglo xiii algunos individuos de la familia realizaron campañas militares por tierras andaluzas y entroncaron por casamiento con linajes beneficiados de los repartimientos efectuados en las tierras recién conquistadas. Fue el caso de Diego Alonso Tenorio (que quizás se llamase Jofre Alonso y no Diego Alonso, dado el patronímico de su hijo), nacido ca. 1260, contemporáneo de Alfonso X, señor de Tenorio con heredamiento en Toledo y Sevilla. Casó con Aldonza Jofre de Loaisa, hija de Jofre de Loaisa, señor de Pretel, caballero aragonés, ayo de la reina consorte doña Violante y del infante don Fernando de la Cerda, ampliamente recompensado en el repartimiento de Sevilla.
Fruto de esta unión conyugal nacieron Alonso Jofre Tenorio, heredero en la titularidad de la casa, su hermano Juan Tenorio, Comendador de Estepa, casado con Juana Méndez, y su hermana Sancha Tenorio, casada con Ruy López de Haro, II señor de La Guardia, ambos con descendencia. Fue coetáneo de los reyes Fernando IV y Alfonso XI. En el reinado de este último desempeñó varios cargos. Sirvió como adelantado mayor de Castilla. Estaba encargado de mantener la paz en dicha área, de recaudar los tributos regios, juzgar los pleitos en apelación y sobre todo de investirse con mando militar en caso de guerra. Aparece por tanto como un miembro de la nobleza que ocupa puestos públicos importantes, ya que los adelantados eran elegidos por el monarca entre los grandes magnates del reino que gozaban de su confianza.

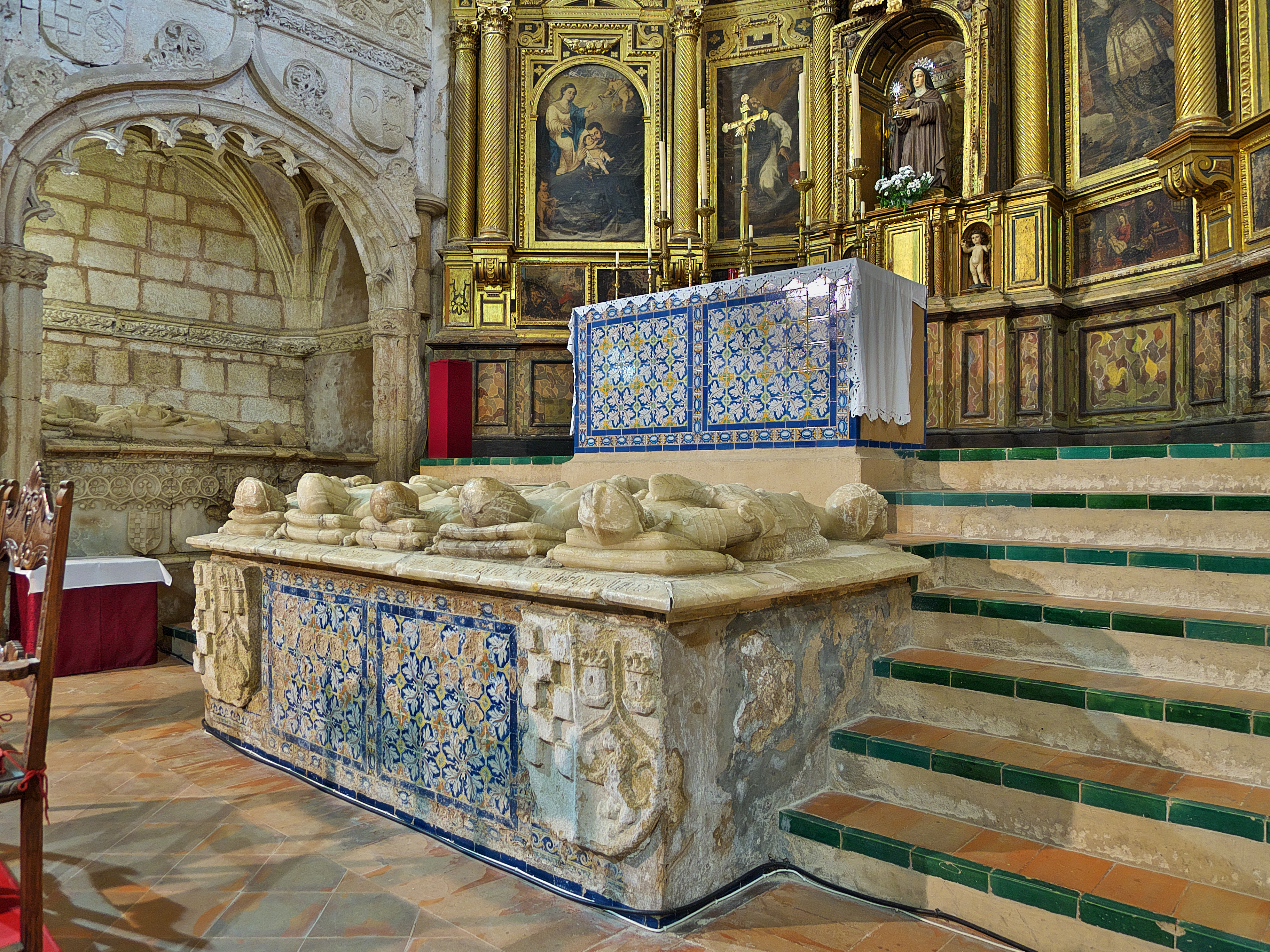
Túmulo sepulcro de Alonso Jofre Tenorio (Monasterio de Santa Clara) de Moguer, en la provincia de Huelva.

En 1314, según Diego Ortiz de Zúñiga, Alonso Jofre Tenorio era ya almirante mayor de la mar. Al almirante, como dignatario de la corte regia, el rey le confiaba el mando de su flota y la dirección de la guerra en el mar. Equivalía a un «alter ego» del monarca cuando navegaba. Por ello, quedaban bajo su autoridad y jurisdicción los puertos y concejos de las villas del litoral. Sus atribuciones eran muy diversas. Durante el primer tercio del siglo XIV, tenía a su cargo el poder militar de la flota con amplia potestad jurisdiccional sobre todos los hombres que embarcaban en armadas de la Corona, el cuidado y dirección de la construcción naval en los astilleros.
En el orden judicial sus facultades eran también amplias. Ejerció su jurisdicción a través de un tribunal del almirantazgo en Sevilla. Nombraba alcaldes, alguaciles y escribanos. Incluso pueden englobarse en este grupo otras prerrogativas como el poseer voto en el concejo de Sevilla y ser miembro del Consejo Real. 
En el aspecto económico, aparte de todos los beneficios derivados de sus facultades judiciales, obtenía otras fuentes de ingresos. Las más importantes eran el séptimo del botín capturado; el despacho o impuesto sobre la capacidad del navío y la distancia del puerto de destino; el almirantazgo o tributo que gravaba la carga y descarga de mercancías, así como la utilización del puerto, especialmente para los marinos no sevillanos y el anclaje que era un gravamen impuesto a los barcos por la entrada y fondeo en el lecho de los ríos y puertos.
Las fuentes aluden a otros títulos desempeñados por Alonso Jofre Tenorio como el de alcaide de los Alcázar de Sevilla, guarda mayor del rey y alguacil mayor de Toledo. El primer cargo consistía en la defensa militar de las fortalezas de Sevilla; el segundo constituía una dignidad palatina, honorífica más que efectiva, de carácter militar que tenía a su cargo el cuidado de la guardia personal del monarca y el tercero es un oficio concejil encargado de la ejecución de los mandamientos judiciales y del mantenimiento del orden en la ciudad. También fue tutor de Pedro Alfonso y Juan Alfonso de Benavides, señores de Benavides y Cheles, sobrinos del almirante.
En 1325, aprovechándose de las revueltas internas del reino para hacerse con la tutoría de Alfonso XI, se rebeló contra el infante Felipe y se hizo cargo de la ciudad de Sevilla.
En 1328 aparece como encomendero del monasterio de San Juan de Poyo (Pontevedra), convento benedictino, fundado en el año 942. La información la brinda un documento de Alfonso XI en el que confirma la exención de yantar y de pedidos, privilegio otorgado por su antecesor Fernando IV. Igual ocurre en 1329 para el monasterio de San Salvador de Lérez (Pontevedra).

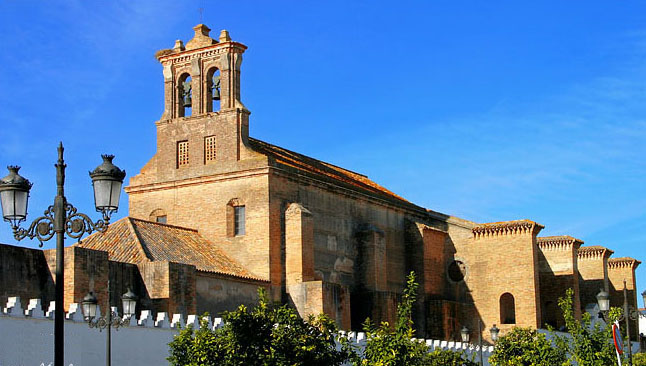
Monasterio de Santa Clara de Moguer.

Participó en la defensa de Gibraltar en 1333, aunque la plaza se perdió. En 1332, Alfonso XI concedió Moguer a Alonso Jofre Tenorio y a su mujer, Elvira Álvarez de Velasco, como villa de señorío «por muchas buenos servicios, que feicisteis al rey don Fernando, nuestro padre, que Dios perdone, e feicistes e facedes a nos de cada día». Como I señor de Moguer, fundó el Convento del Corpus Christi y el Monasterio de Santa Clara entre 1337 y 1338 de los que se convirtió en el Patrono, y dotó con numerosos bienes a las comunidades religiosas que asentó en su villa. 
La crónica de Alfonso XI, tratados nobiliarios y obras locales ofrecen gran cantidad de datos sobre la actuación político-militar del almirante. En 1325 expulsó a los nobles de Sevilla, tomando el gobierno de la ciudad. Al año siguiente participó en la conquista de Olvera y Pruna, impidiendo con su flota que los benimerines apoyaran a los granadinos por mar, suministrándoles avituallamientos y tropas. En 1329 fue ante el papa como embajador para conseguir los beneficios de cruzada en la guerra contra los infieles. En el mismo año intentó desde el mar que Gibraltar no cayera en manos de Abomelique, hijo del sultán de Fez. En 1337 consiguió una aparatosa victoria sobre la flota portuguesa, derrotando a una escuadra.
El 4 de abril de 1340, al enfrentarse con una escuadra de benimerines más numerosa, en el estrecho de Gibraltar, resultó muerto en combate. Sus restos descansan en el sepulcro que comparte con su mujer Elvira Álvarez, su hija Marina Tenorio, Beatriz Enríquez (esposa del V señor de Moguer) y su nieto Alonso Fernández Portocarrero (III señor) en el Monasterio de Santa Clara de su villa de Moguer.
Los descendientes de Alonso Jofre Tenorio mantuvieron el patrimonio monacal engrandeciéndolo con propiedades rústicas y urbanas. La Casa Tenorio entroncó por matrimonio con el linaje de los Portocarrero, señores de Villanueva del Fresno (Badajoz) en las personas de su hija María Tenorio y Martín Fernández Portocarrero en 1362. Sus otras dos hijas fueron Marina Tenorio, segunda mujer de Fernán Gómez de Silva, y Teresa Jofre Tenorio, mujer de Álvar Díaz de Mendoza, ambas con descendencia.